# سری‌های رامانوجان–ساتو
در ریاضیات، سری‌های رامانوجان - ساتو فرمول‌های پی رامانوجان مانند
{\displaystyle {\frac {1}{\pi }}={\frac {2{\sqrt {2}}}{99^{2}}}\sum _{k=0}^{\infty }{\frac {(4k)!}{k!^{4}}}{\frac {26390k+1103}{396^{4k}}}}
را به فرم
{\displaystyle {\frac {1}{\pi }}=\sum _{k=0}^{\infty }s(k){\frac {Ak+B}{C^{k}}}}
بسط می‌دهند. این بسط با استفاده از دنباله های به خوبی تعریف شده دیگری از اعداد صحیح {\displaystyle s(k)} که از رابطه بازگشتی معینی تبعیت می‌کند انجام می‌شود. این دنباله‌ها ممکن است به صورت ضرایب دوجمله ای {\displaystyle {\tbinom {n}{k}}} باشند. برای {\displaystyle A,B,C} ممکن است فرم‌های مدولار سطوح بالاتر به کار گرفته شوند.